# Isabel Ortuño
Isabel María Ortuño Torrico es una exjugadora de balonmano femenino. Nacida en Elda, Alicante, el 16 de marzo de 1982, jugaba de lateral y fue internacional por España. Participó en los Juegos Olímpicos de Atenas, terminando con el equipo español en sexta posición tras perder 29-38 contra Hungría en el partido por el 5.º puesto. En la actualidad pertenece al personal técnico del Club Balonmano Elda, donde es la directora deportiva y entrena a equipos de cantera.
Fue, hasta el 2014, fecha de su retirada, la única deportista olímpica que ha tenido la ciudad alicantina de Elda. Tiene una plaza junto al pabellón polideportivo en reconocimiento de su trayectoria profesional en su ciudad natal.
Se retiró en el mejor momento de su carrera, con 29 años, debido a que sus problemas de rodillas (tuvo dos lesiones de tríadas con 16 y 17 años) ya empezaban a molestar en el día a día, con un grandísimo último partido (marcó 10 goles) y un penalti en el último tiro frente al Elda Prestigio que dio al Mar Alicante la clasificación europea para la temporada siguiente.

## Historia
Fue a los siete años, en el equipo de su colegio, el Juan Rico y Amat, donde Isa Ortuño empezó a jugar al balonmano de la mano de su primer entrenador, Juan Francisco Machado. Su debut con la selección española lo realizó con 16 años, en un partido ante Holanda.

### Elda Prestigio
Isabel Ortuño debutó en la máxima categoría con 16 años vistiendo la camiseta del equipo de su ciudad natal, el Balonmano Elda (por aquel entonces, el Elda Prestigio). Con el equipo alicantino ganó 3 Ligas (1998-99, 2002-03, 2003-04) y 1 Copa de la Reina (2001-02), en una final apoteósica contra el Ferrobús Mislata, que terminó 33-31 a favor de las alicantinas en el pabellón de Telde. 
En su última temporada la liga se decidió en el último partido ante el Itxako Navarra, donde el pabellón local rebosó de alegría y apoyo a sus jugadoras.
Aquí coincidió con los grandes entrenadores Juan Francisco Machado y Ángel Sandoval, los dos entrenadores que más han marcado a la jugadora.

### Viborg HK
Desde España se mudó a Dinamarca, para enrolarse en las filas del mítico equipo danés Viborg HK. El mítico jugador Jörgen Gluver (exjugador del Tecnisán) le propuso fichar por el todopoderoso equipo danés, y se convirtió en la primera jugadora española que fichaba por un equipo danés, la mejor liga del mundo (pero no en la primera propuesta, sino la temporada siguiente, ya que Isabel se había comprometido a continuar un año más en Elda).  
Con el Viborg donde se proclamó campeona de la Champions en la temporada 2005-06 (siendo la primera jugadora española en ganar la Champions con un equipo extranjero), además de 1 liga danesa (también en la temporada 2005-06), 1 Copa de Dinamarca (2006-07) y una Supercopa de Dinamarca (2006-07).  
Cuando, en la última temporada, iba a renovar por otros 2 años más Isabel Ortuño decidió volverse a España a estar junto a su pareja de aquel entonces y su familia.

### Balonmano Sagunto
En el año 2007 volvió a España para jugar una temporada en el Balonmano Sagunto (donde alzó la Copa de la Reina y la Copa ABF).

### Balonmano Mar Alicante
Se mudó a la provincia alicantina para terminar su carrera en el Balonmano Mar Alicante, donde se proclamó subcampeona de la Copa de Campeonas de Copa de la EHF (al perder la final contra el Ferencvaros húngaro siendo máxima anotadora de la competición con 87 goles) y volvió a alzar la Copa ABF (en la temporada 2010-11, frente al Elda Prestigio).
En sus temporadas en el Mar Alicante volvió a coincidir con Ángel Sandoval con el que tuvo sus roces en la última temporada en el Elda antes de irse a Dinamarca. 

## Selección española
Con la selección española disputó un total de 103 partidos y marcó 288 goles. Participó en el Europeo de Dinamarca 2002 (posición 13.ª), las olimpiadas de Atenas 2004 (posición 6.ª), el Europeo de Hungría 2004 (posición 8.ª), el Europeo de Suecia 2006 (posición 9.ª) y el Mundial de Francia 2007 (posición 10.ª). Se perdió el Mundial de Croacia 2003 por una lesión.

## Curiosidades
Sus zapatillas de balonmano forman parte del Museo del Calzado de Elda desde el 2017.